# 도리언 그레이 증후군
도리언 그레이 증후군 (Dorian Gray syndrome ; DGS)은 개인적인 외관이나 육체에 근거하는 극단적인 자존심에 특징지을 수 있는, 사회 문화적 현상을 지시하는 말이다. 이것에는 심리적 성숙의 필요성과 육체의 노화에 대처하는 곤란이 뒤따른다. 도리언 그레이 증후군의 특징은 중복해 짜 합쳐진 3개의 증상이며, 그것은 신체이형장애·자기애적 성격 특징·발육 지체라는 진단상의 표지이다. 이뿐 아니라 자주 성도착을 볼 수 있다.

## 같이 보기
- 도리언 그레이의 초상
- 자기애
- 자기애성 인격 장애
- 피터팬 증후군
- 완벽주의
- 신체 개조
- 회춘의 샘
- 미시마 유키오

## 참고 문헌
- Brosig B.(2000) The "Dorian Gray Syndrome" and other fountains of youth. Paper presented at the Continuous Medical Education Board of the Landesarztekammer Hessen, Clinical Pharmacology Section, on 29. 4. 2000 in Bad Nauheim, FRG.
- Brosig B, Kupfer J, Niemeier V, Gieler U. The "Dorian Gray Syndrome": psychodynamic need for hair growth restorers and other "fountains of youth." Int J Clin Pharmacol Ther. 2001 Jul; 39(7): 279-83.
- Brosig, B., Euler, S., Brahler, E., Gieler, U. (2005) Das Dorian Gray Syndrom. In: Trueb, R. A. (Hg.) : Smart aging. Darmstadt, Steinkopff (in press).
- Euler, S., Brahler, E., Brosig, B. (2003) : Das Dorian-Gray-Syndrom als "ethnische Storung“der Spatmoderne. Psychosozial 26, 73-89.